# Bishop Castle
Ne doit pas être confondu avec Bishop's Castle.
Bishop Castle (le château de Bishop) a commencé comme un projet familial,  situé dans les Wet Mountains (en) du sud du Colorado, dans la forêt nationale de San Isabel, au nord-ouest de Rye.  Le château porte le nom de son constructeur, Jim Bishop.
Le château est construit au bord d'une route goudronnée, la route 165 (en), à environ 21 km au sud est de l'intersection avec la  route 96 (en). Cette route fait partie des Frontier Pathways Scenic and Historic Byway ; Bishop Castle figure sur la carte officielle de cet ensemble.
La construction du château commença en 1969, quand Bishop décida d'agrandir un cottage familial en l'entourant de rochers, sur un terrain qu'il avait acheté pour 450 $ quand il avait quinze ans. Plusieurs voisins ayant remarqué que le résultat ressemblait à un château, Bishop modifia ses plans pour en tenir compte ; l'ouvrage reçoit toujours de nouveaux agrandissements. 
En 1996, les signes qu'il avait placés sur la route pour indiquer sa construction furent attaqués par les autorités locales, mais le conflit fut résolu par l'apposition d'une signalisation officielle ; le château a reçu en 2010 plus de 60 000 visiteurs.